# 西宁圣座
西宁圣座（越南语：Tòa Thánh Tây Ninh）是高台教的起源地和总部，负责开展所有宗教活动。它位于越南西宁省和城市社隆华坊（Phường Long Hoa），在西寧市东南约5公里。

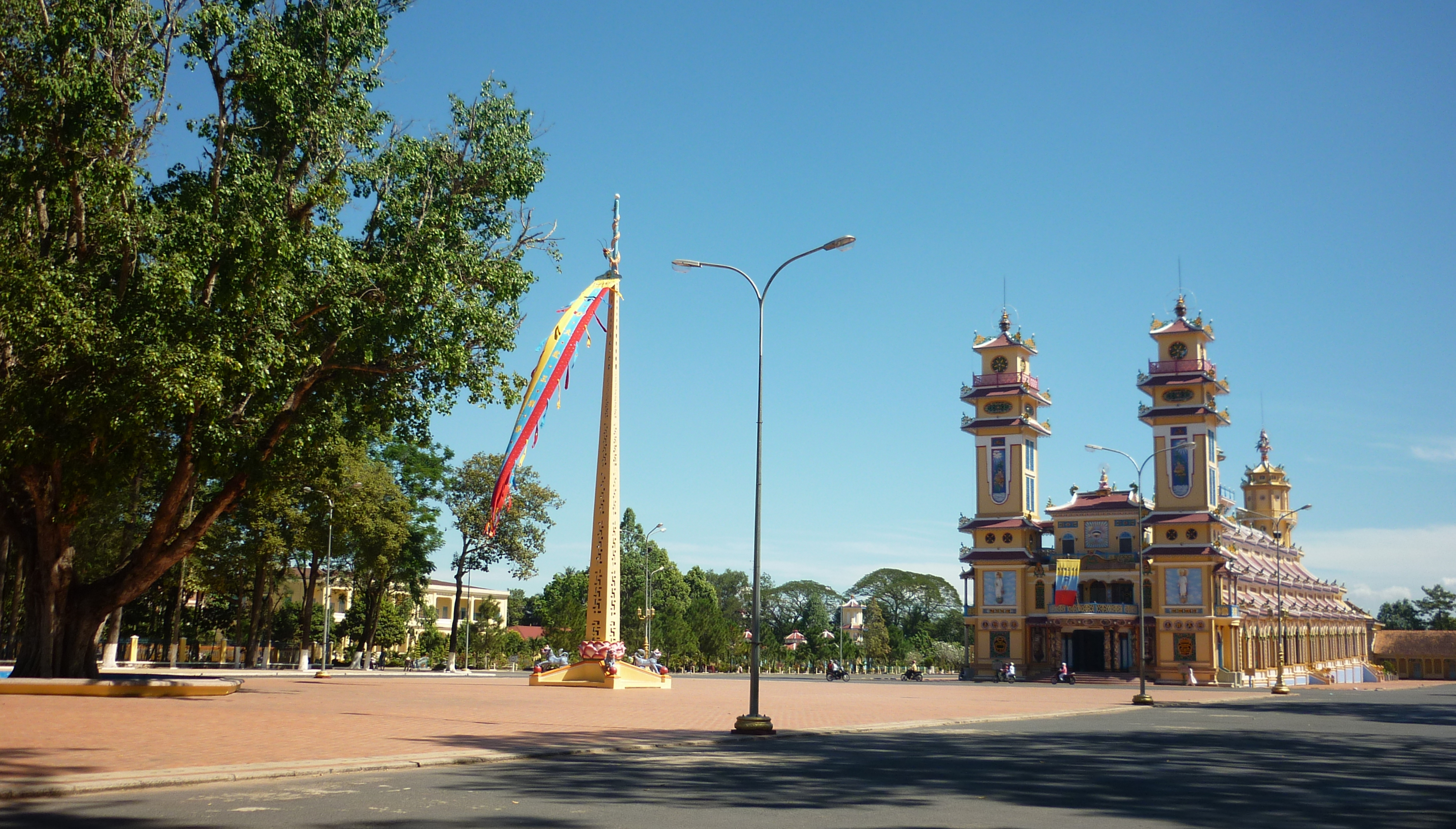
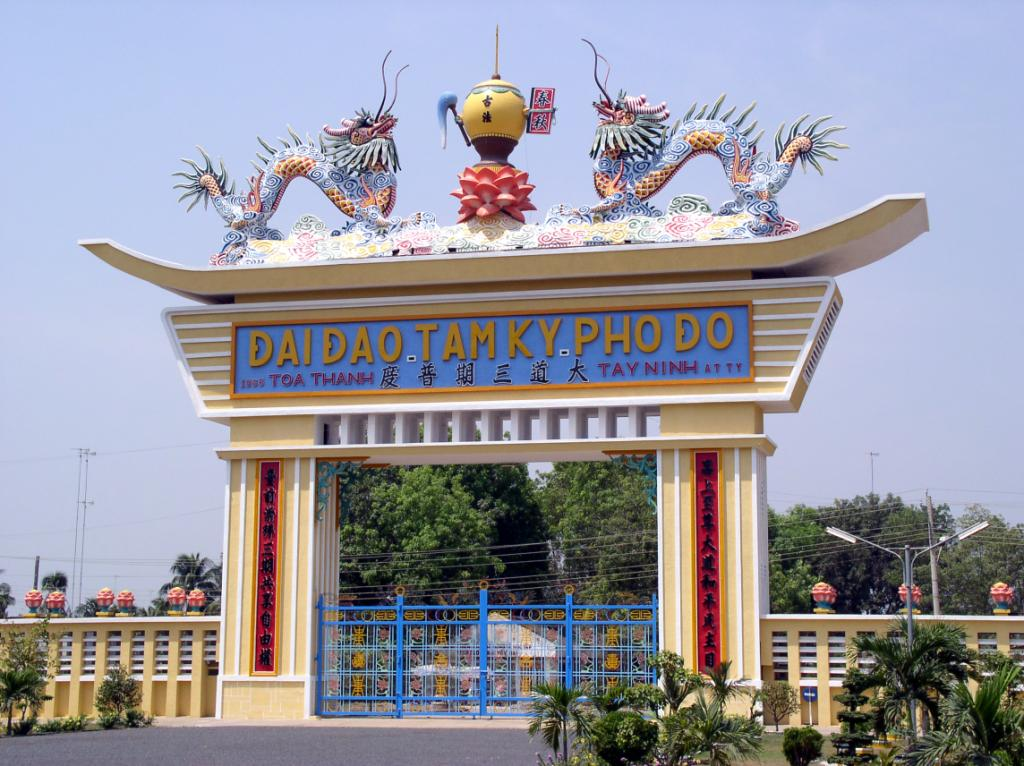
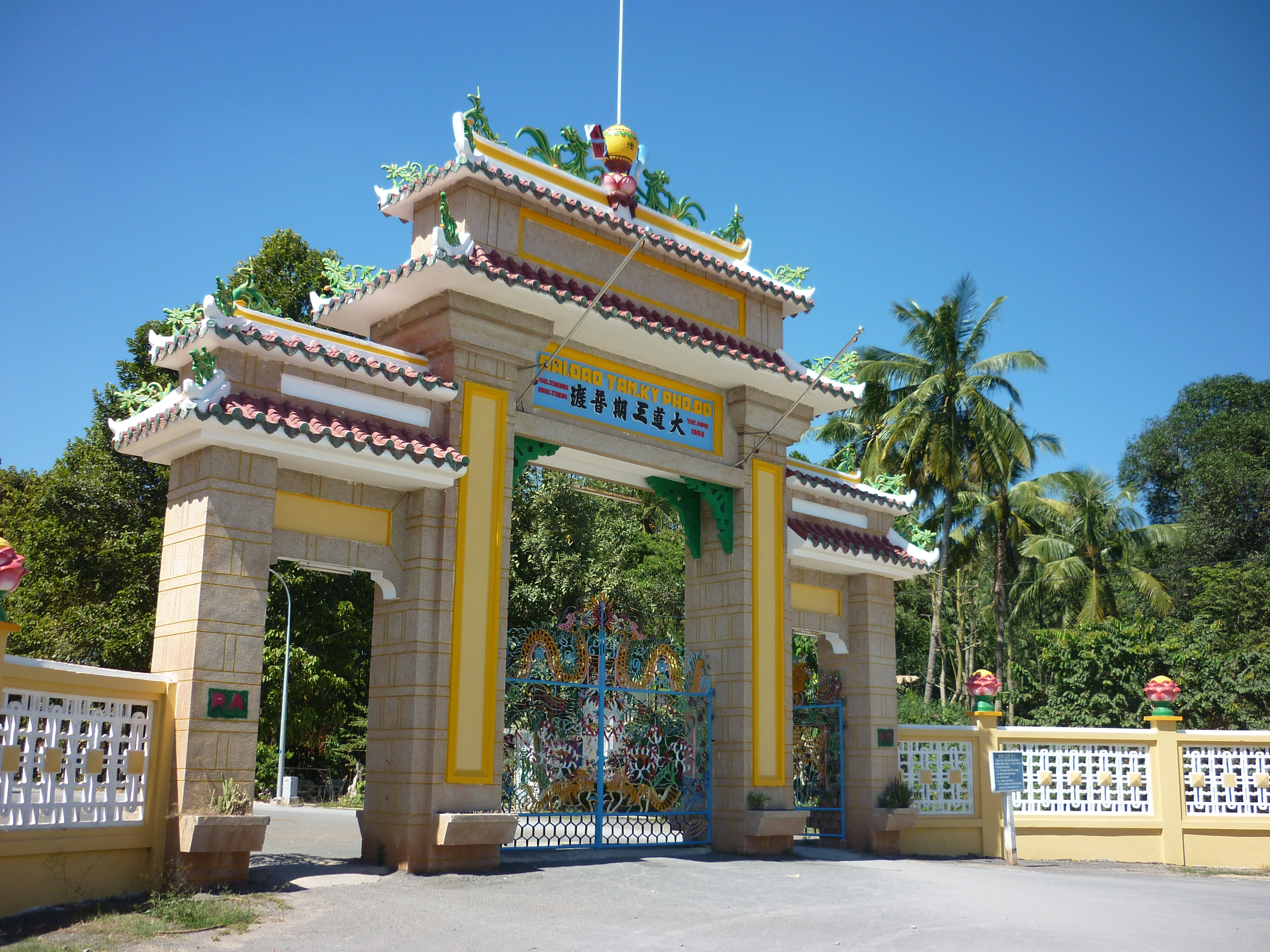
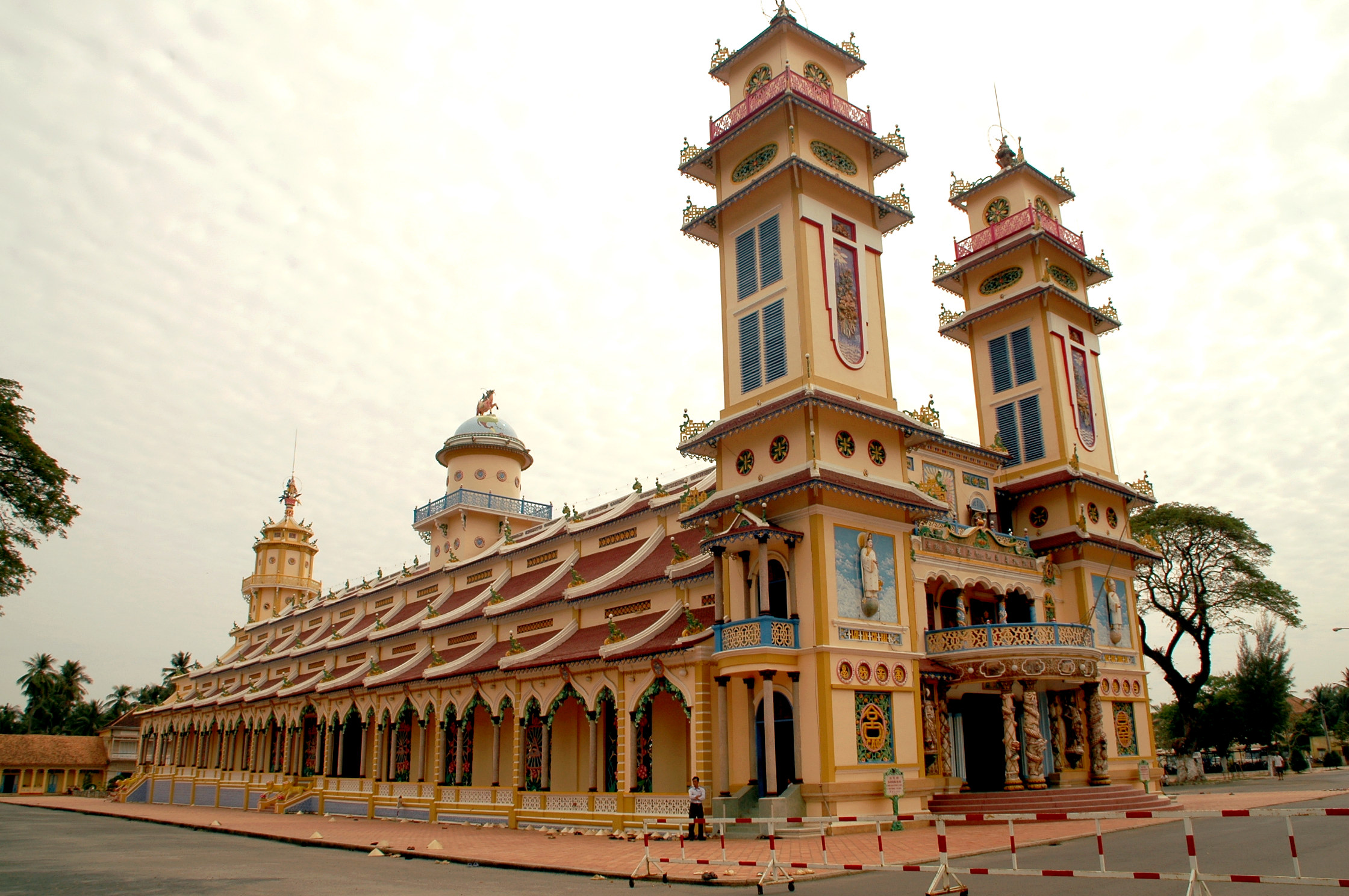
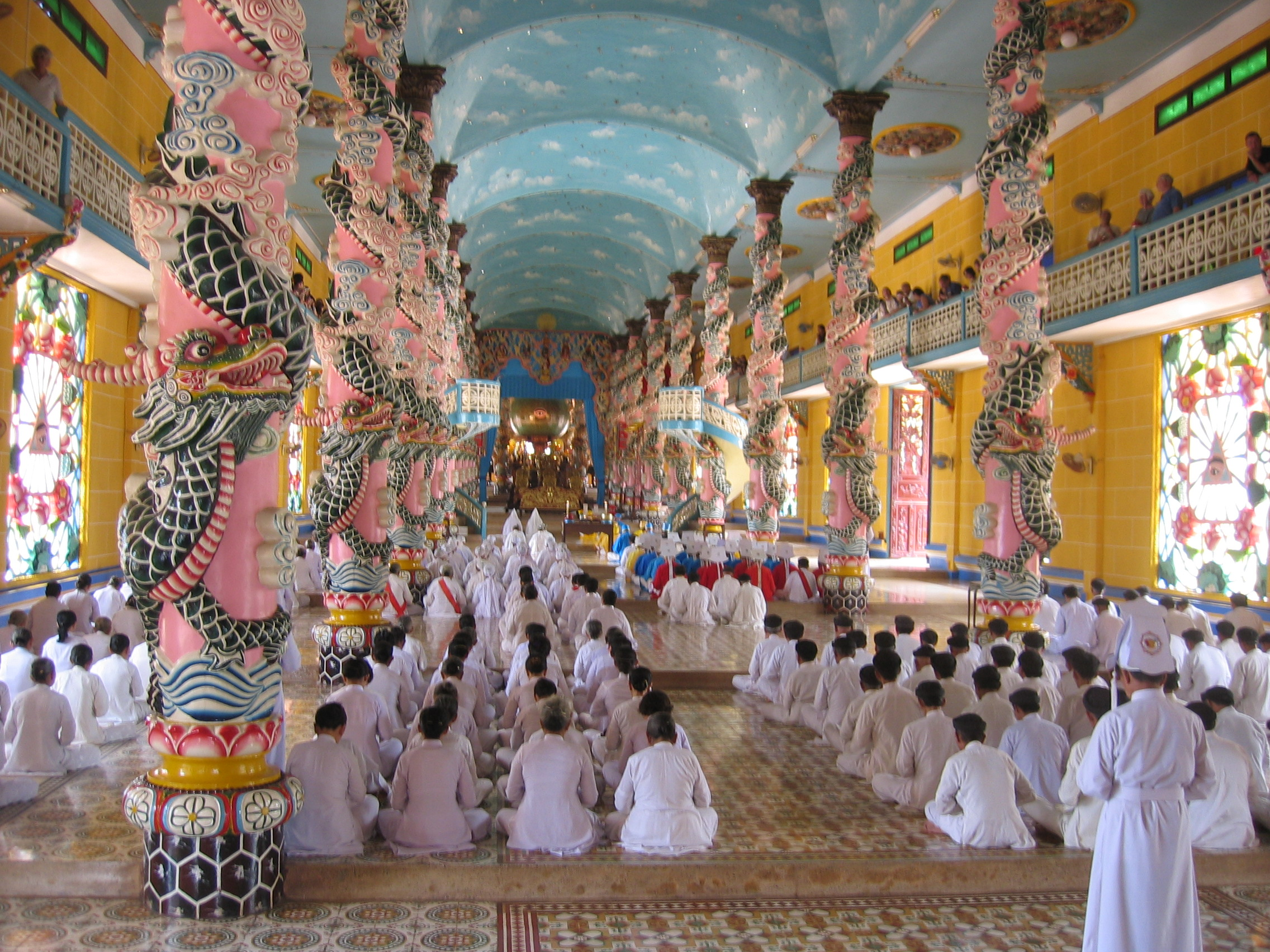
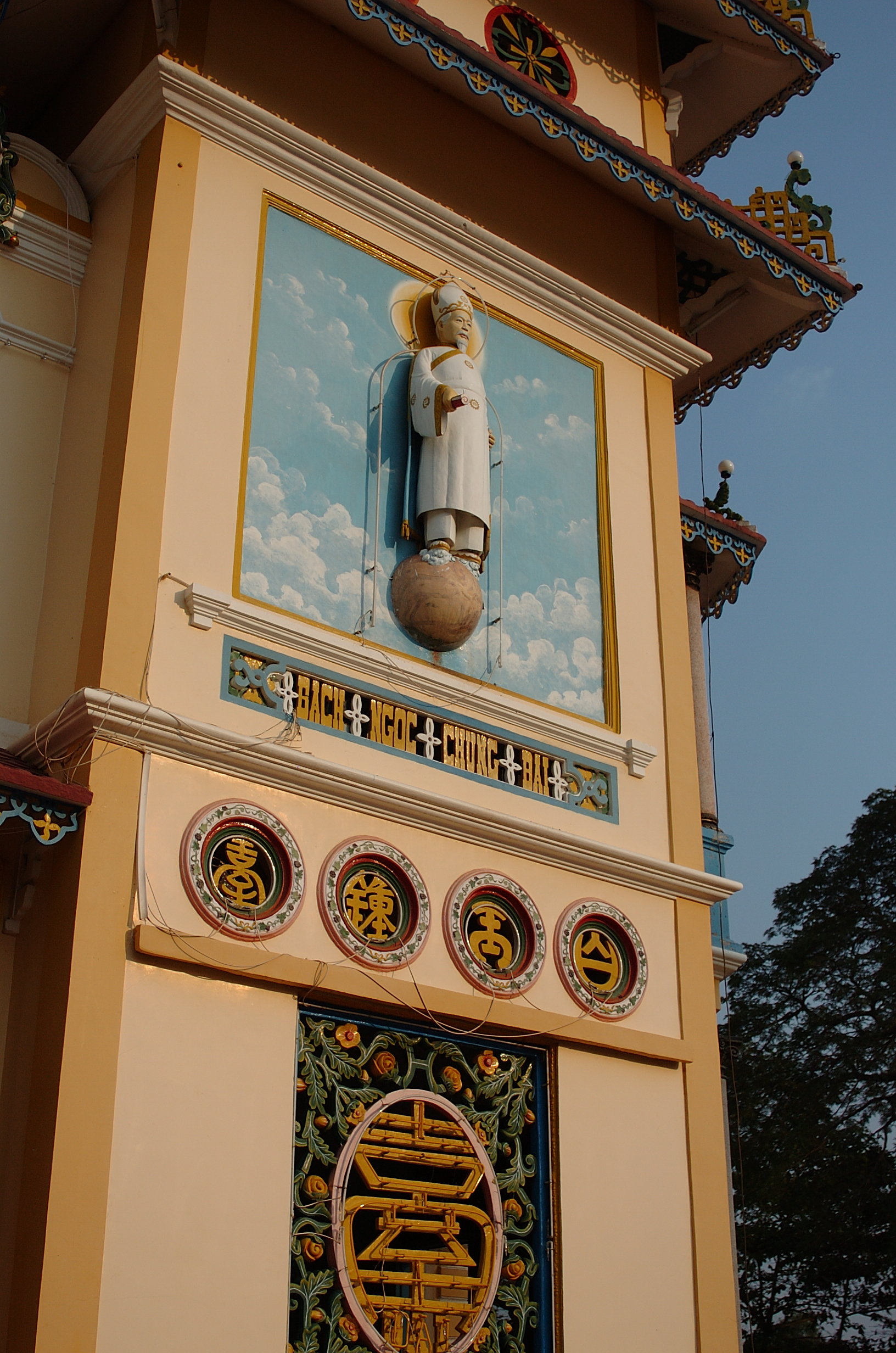
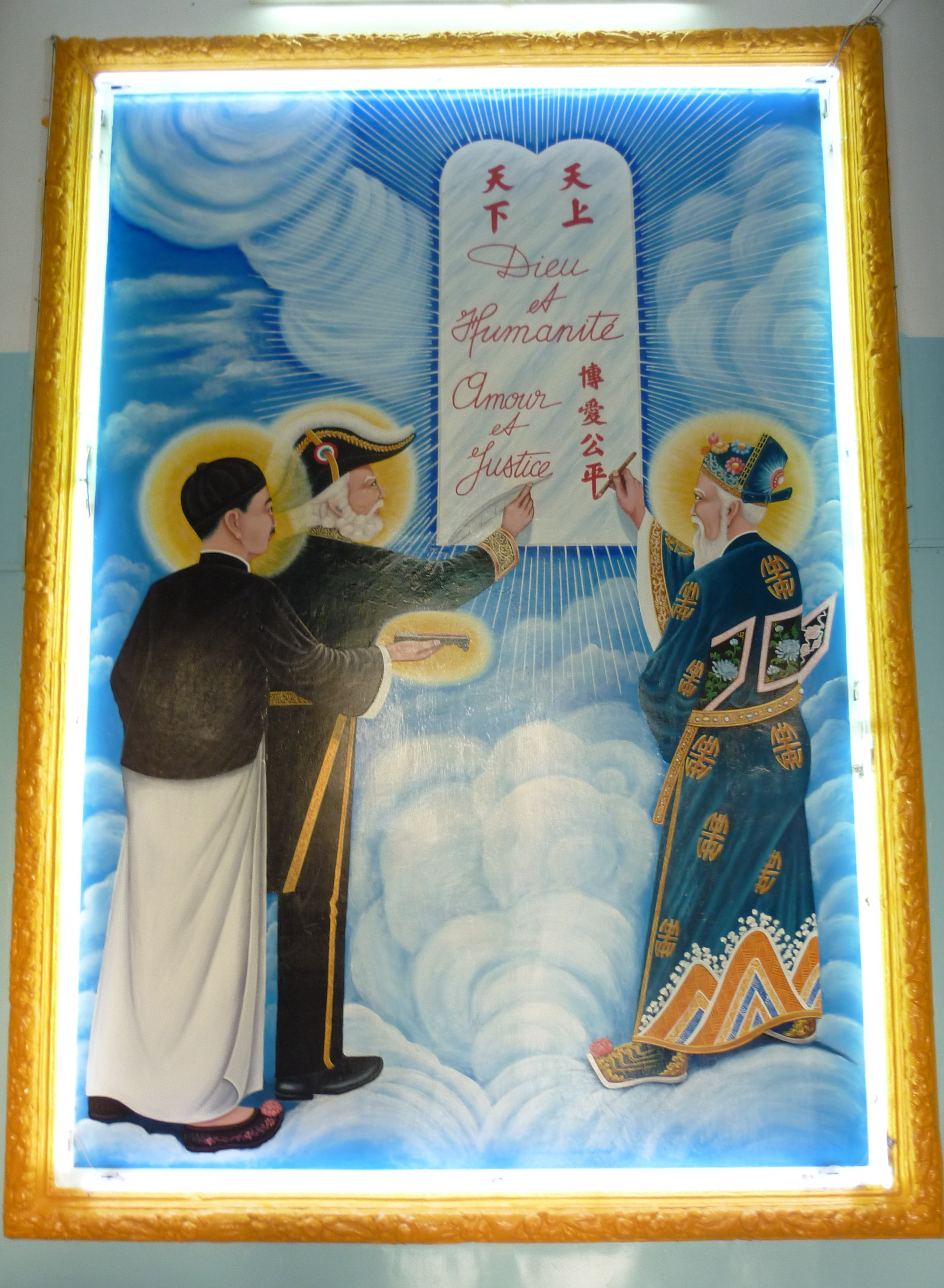
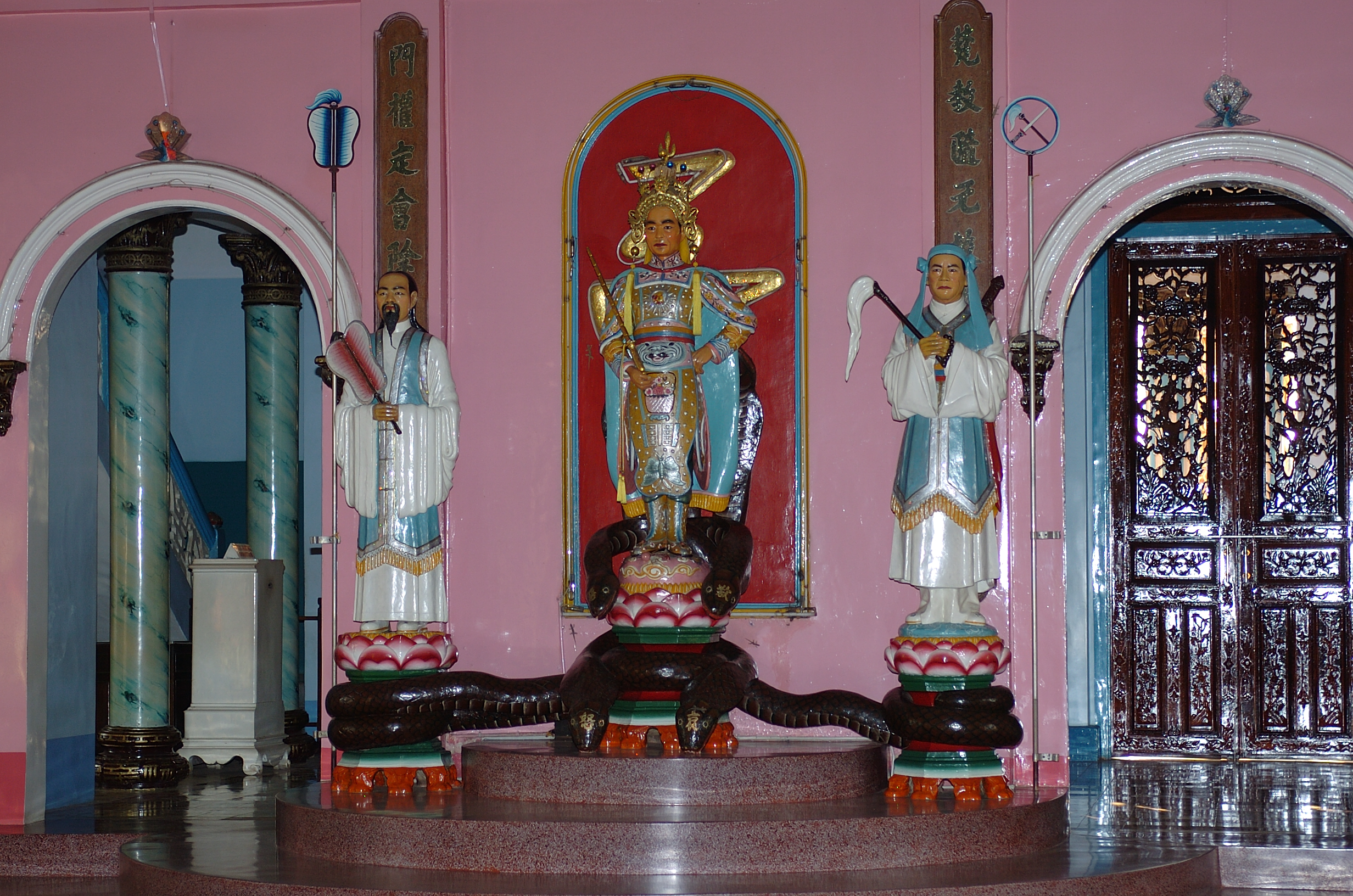
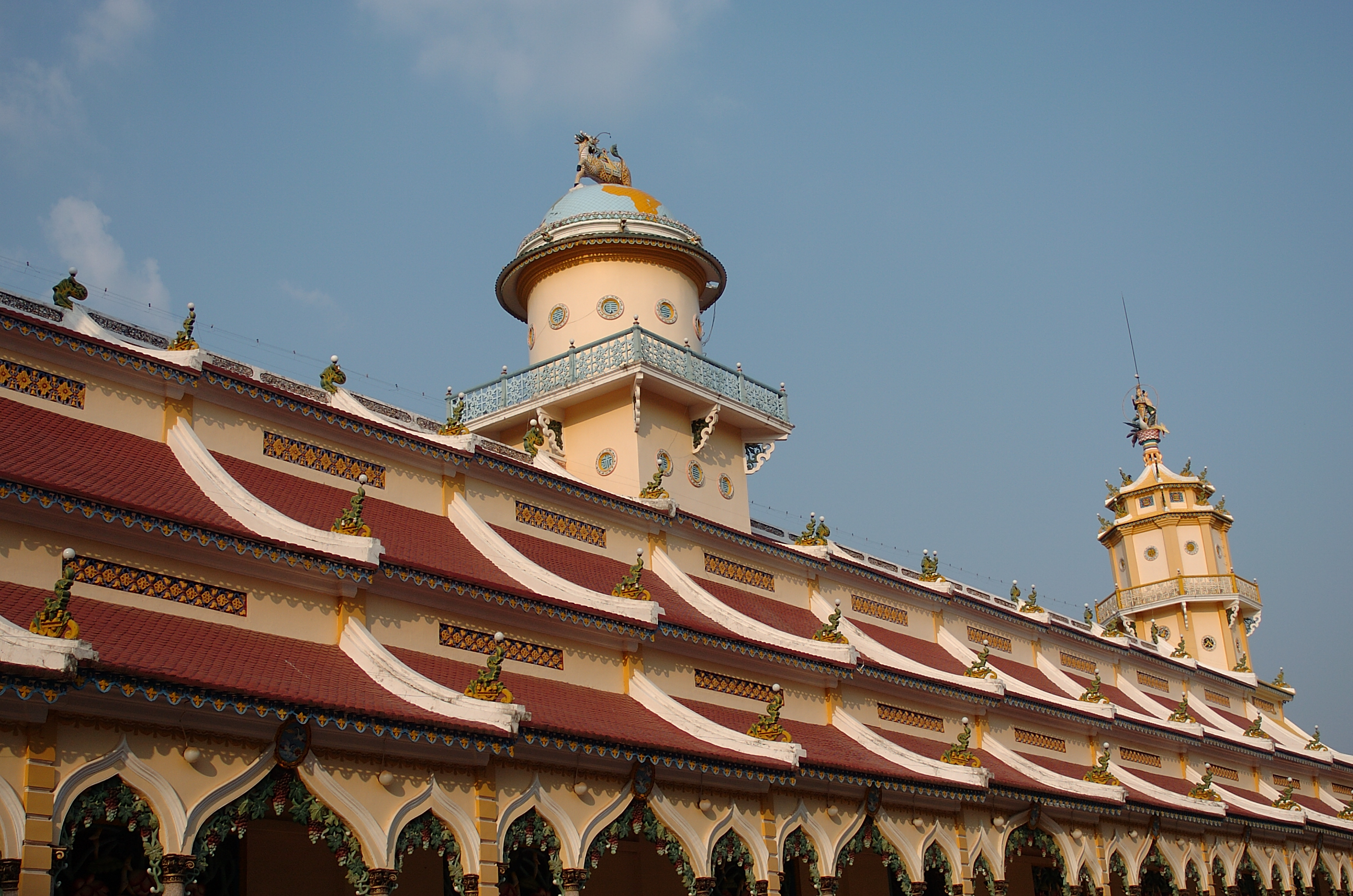
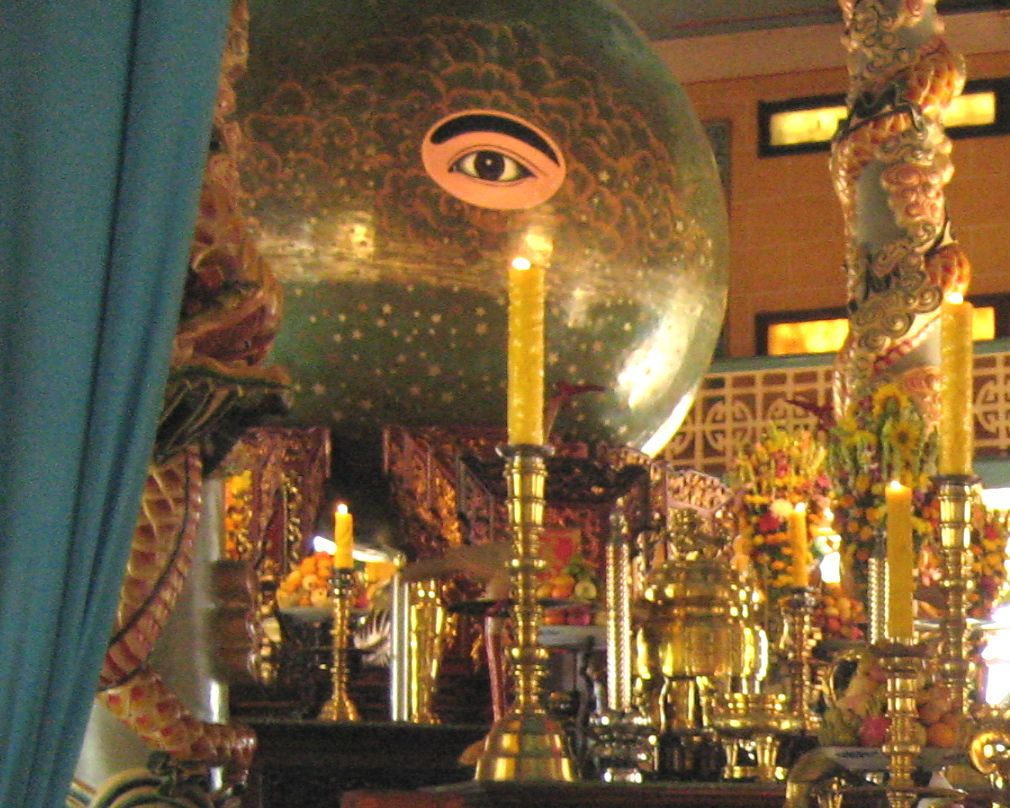

西宁圣座是一座宏伟且独特的寺庙。